# Paralichthodes
Paralichthodes is een monotypisch geslacht van straalvinnige vissen uit de familie van schollen (Pleuronectidae).

## Soort
- Paralichthodes algoensis Gilchrist, 1902